# 比龙 (多尔多涅省)
比龙（法語：Biron，法語發音：[biʁɔ̃]）是法国多尔多涅省的一个市镇，属于贝尔热拉克区。

## 地理
比龙（44°37'51"N, 0°52'20"E）面积12.98 平方千米，位于法国新阿基坦大区多爾多涅省，该省份为法国西南部内陆省份，是法國本土面积第三大的省，大致对应佩里戈尔地区，北起顺时针与夏朗德省、上维埃纳省、科雷兹省、洛特省、洛特-加龙省、吉倫特省和滨海夏朗德省接壤。
与比龙接壤的市镇（或旧市镇、城区）包括：戈雅克、加沃丹、拉卡佩勒比龙、苏洛尔、韦尔德比龙、波利亚克。

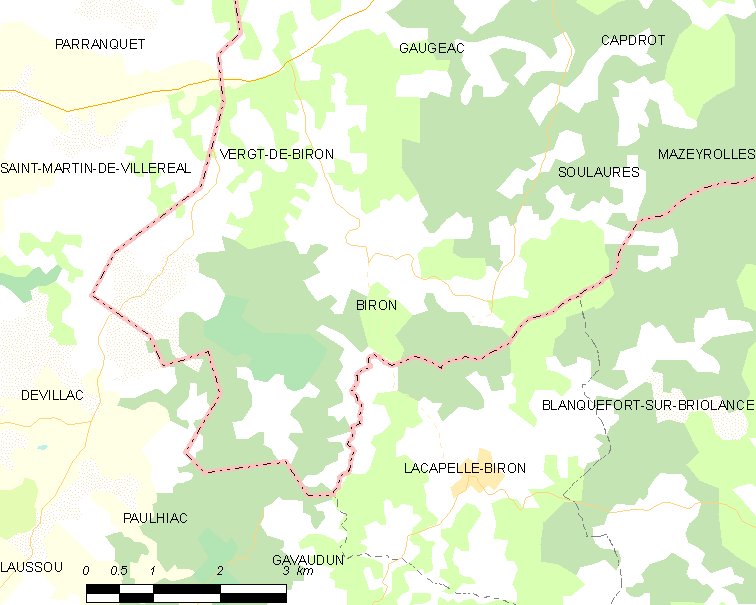
的OSM定位图

比龙的时区为UTC+01:00、UTC+02:00（夏令时）。

## 行政
比龙的邮政编码为24540，INSEE市镇编码为24043。

## 政治
比龙所属的省级选区为拉兰德县。

## 人口

1962-2008年间人口变化图示

比龙于2022年1月1日时的人口数量为146人。